# Las Berlanas
Las Berlanas – gmina w Hiszpanii, w prowincji Ávila, w Kastylii i León, o powierzchni 16,69 km². W 2011 roku gmina liczyła 366 mieszkańców.